# Батальон имени шейха Мансура (Украина)
Чеченский миротворческий батальон имени шейха Мансура, БШМ (укр. Чеченський миротворчий батальйон імені шейха Мансура) — воинское подразделение чеченских добровольцев, участвует в российско-украинской войне на стороне Вооружённых сил Украины и состоит преимущественно из чеченцев, выехавших из Чечни во время второй чеченской войны. Изначально воевал в составе подразделений ДУК ПС. С 2015 года в составе Украинской добровольческой армии. Назван в честь первого имама Кавказа и лидера кавказских горцев конца XVIII века шейха Мансура. Самый большой добровольческий батальон на Украине по численности.

## История

### Создание
Батальон был создан в октябре 2014 года в Дании. Инициатором его создания стало общественно-политическое движение «Свободный Кавказ», которое было создано в 2006 году. 12 октября 2014 года президиум СПР «Свободный Кавказ» заявила о создании батальона для участия в войне на востоке Украины. Данный батальон стал вторым, после ранее сформированного батальона имени Джохара Дудаева, который хорошо себя зарекомендовал и получил одобрение и поддержку со стороны украинских властей.

### Участие в боевых действиях
Батальон принимал участие в боях за Широкино 2014—2015 годах, а также в боях за Киев 2022 году.

## Командование
- Автаев, Умхан Дардаилович, известный как Муслим Чеберлоевский[5] — командир батальона[6][7][8].
- Идрисов, Муслим Алимович (уроженец Урус-Мартановского района ЧР, 19.12.1976 г. р[5][9]) — начальник штаба батальона[10][11][12].
- Халид — один из командиров батальона.
- Идрис Чеберлоевский (Автаев, Идрис Дардаилович) — один из командиров батальона[13]. Полковник ВС ЧРИ, кавалер ордена ЧРИ «Честь Нации»[14]. Младший брат Муслима Чеберлоевского[15].
- Хадизов, Мурад Джамирзаевич, известен как Мансур Самашкинский (род. 16.03.1982, уроженец н.п. Самашки, Ачхой-Мартановский район ЧР[16]) — командир учебного центра военной подготовки[17], пресс-секретарь батальона[18]. Полковник ВС ЧРИ[14].
- «Нарт» (позывной) — один из командиров батальона[19].
- «Хайбах» (позывной) — командир Отряда особого назначения «Чёрный февраль» в составе батальона[20][21].
- «Махно» (позывной) — командир Отряда «Хортица» в составе батальона[22].
- «Рагнар» (позывной) — военный инструктор батальона[23].
- «Шамиль» (позывной) — командир Отряда особого назначения «Имамат» в составе батальона[24].

## Группы в составе батальона
- Отряд особого назначения «Чёрный февраль».➤
- Отряд «Хортица».➤
- Отряд особого назначения «Имамат».➤

## Пресс-служба
- Богдан Чеченский — начальник информационной службы батальона[25].
- Мурад Хадизов — пресс-секретарь батальона[26].

## Численность
По данным британской газеты «The Guardian», численность батальона БШМ оценивается в несколько сотен бойцов, свыше 300 человек.
По утверждению Анзора Масхадова, БШМ — самый крупный иностранный добровольческий батальон в Украине.

## Нашивки

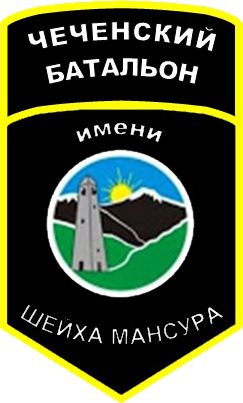
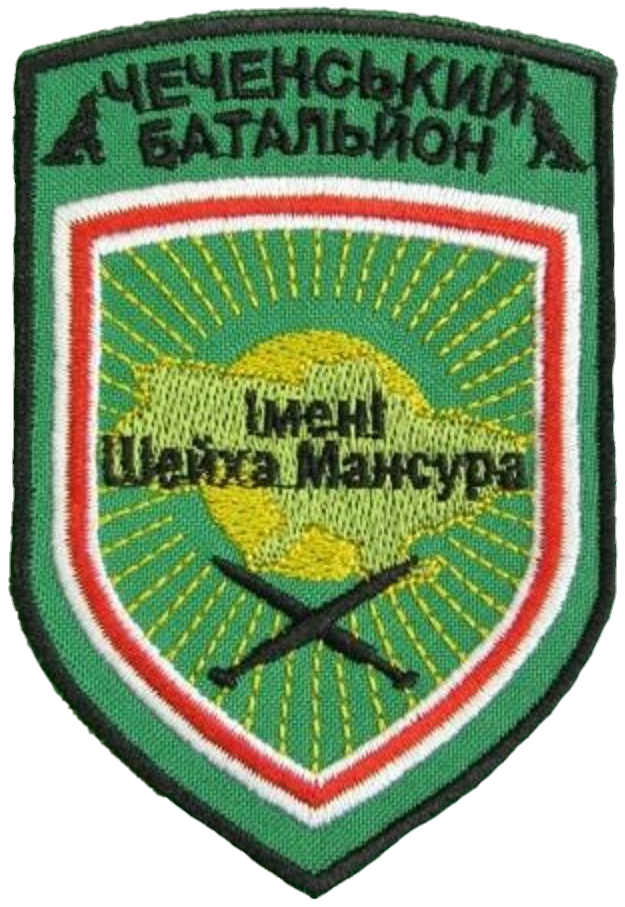